# 奋斗街道 (佳木斯市)
奋斗街道，是原中华人民共和国黑龙江省佳木斯市前进区下辖的一个乡镇级行政单位。佳政函【2016】29号文件将奋斗街道撤销，各社区由前进区直辖。

## 行政区划
原奋斗街道下辖以下地区：
电业社区、电机社区、农垦社区、怡园社区、升平社区和共建社区。